# Alain de Haïloury
Alain de Haïloury, mort 1338, est un prélat breton du XIVe siècle.

## Biographie
Alain de Haïloury est le neveu de Saint-Yves et parent de Raoul Haïloury chanoine de Tréguier. Il est simple diacre, chanoine d'Évreux et chantre de Saint-Véran de Jargeau lorsqu'il est nommé par la pape Jean XXII évêque de Tréguier le 31 aout 1330.
Il tient un synode en 1334, dans lequel il confirme les statuts de ses prédécesseurs, et en publie de nouveaux.